# ناردين صغير بالميري
ناردين صغير بالميري (الاسم العلمي: Valerianella palmeri) هو نوع من النباتات يتبع جنس الناردين الصغير من فصيلة معزية الورق.